# 褐冠貓鳥
褐冠貓鳥(学名：Ailuroedus geislerorum），又名褐冠园丁鸟，是雀形目园丁鸟科的一种鸟类。
褐冠貓鳥体重约138克，翼长约129.6毫米，嘴峰长约29毫米，喙宽度约9毫米，喙厚度约12.3毫米，跗蹠长约37.9毫米，尾长约89毫米。褐冠貓鳥在其分布区内为留鸟，其栖息在密集的高大树木组成的森林中，食性为杂食性。

## 亚种
- ：分布于新几内亚北部的低地，从亚彭岛向东至休恩半岛。
- ：分布于新几内亚东南部欧文斯坦利山脉北侧。[3]